# مدرسه خانزاده
مدرسه خانزاده مربوط به اواخر سدهٔ ۸ ه.ق است و در یزد، محله قدیمی شیخ داد، ضلع جنوبی بقعه واقع شده و این اثر در تاریخ ۱۶ مهر ۱۳۷۹ با شمارهٔ ثبت ۲۸۰۰ به‌عنوان یکی از آثار ملی ایران به ثبت رسیده است.